# Ilha Guafo
A ilha Guafo (do mapudungun: wafün, presa (dente)) é uma ilha de forma romboide no extremo sul do arquipélago de Chiloé, no Chile. Não tem habitantes permanentes, e está sob jurisdição da comuna de Quellón. Na ilha há um farol construído em 1907 e ainda em funcionamento, tendo atualmente uma equipe rotativa de quatro pessoas, as quais servem por quatro meses no local. O farol tem cerca de 8 metros de altura, embora a luz emitida alcance cerca de 144 metros. A ilha está coberta de bosque nativo. Em meados do século XX, havia na ilha cães e gado bovino.
A ilha abriga uma grande colônia de pardelas e é local de reprodução de lobos-marinhos-sul-americanos além de otárias (Otaria byronia e Lontra felina). Esta última é uma espécie em estado de conservação crítico.
Em dezembro de 2008, houve interesse na exploração de jazidas de carvão na ilha, o que implicaria intervir em 40% da sua superfície. Tal notícia provocou a rejeição da exploração por diversos setores, tendo em vista a importância ecológica da zona.